# دورسيت الغربية (دائرة انتخابية في المملكة المتحدة)
دورسيت الغربية (بالإنجليزية: West Dorset)‏ هي إحدى الدوائر الانتخابية في المملكة المتحدة الممثلة في مجلس العموم في برلمان المملكة المتحدة.
عضو البرلمان الذي يمثلها حالياً هو :Rt Hon Oliver Letwin (Con).